# 13220 Kashiwagura
13220 Kashiwagura este un asteroid din centura principală de asteroizi.

## Descriere
13220 Kashiwagura este un asteroid din centura principală de asteroizi. A fost descoperit pe 1 iulie 1997 la Nanyo de Tomimaru Okuni. Asteroidul prezintă o orbită caracterizată de o semiaxă mare de 3,00 ua, o excentricitate de 0,09 și o înclinație de 10,9° în raport cu ecliptica.